# Château de Strambino
Le château de Strambino (en italien : Castello di Strambino) est un ancien château-fort situé dans la commune de Strambino au Piémont en Italie.

## Histoire
Le château est mentionné pour la première fois sous le nom de Castrum Strambini dans un document du XIIe siècle ; à l'époque, il dépendait très probablement de l'évêque d'Ivrée. La structure a subi de nombreuses modifications et divers remaniements au cours des siècles. Le château est devenu une propriété allodiale des comtes de San Martino en 1797.

## Description
Le complexe est composé de plusieurs corps de bâtiment datant d’époques différentes. Le noyau le plus ancien est représenté par le soi-disant château arduinien (XIe siècle). L’extension vers le sud correspond au château gothique (XVe siècle), tandis que le palais construit plus au sud du château gothique, sur les remparts de l’ancienne forteresse, constitue le château seigneurial (XVIIe siècle).

## Galerie d'images

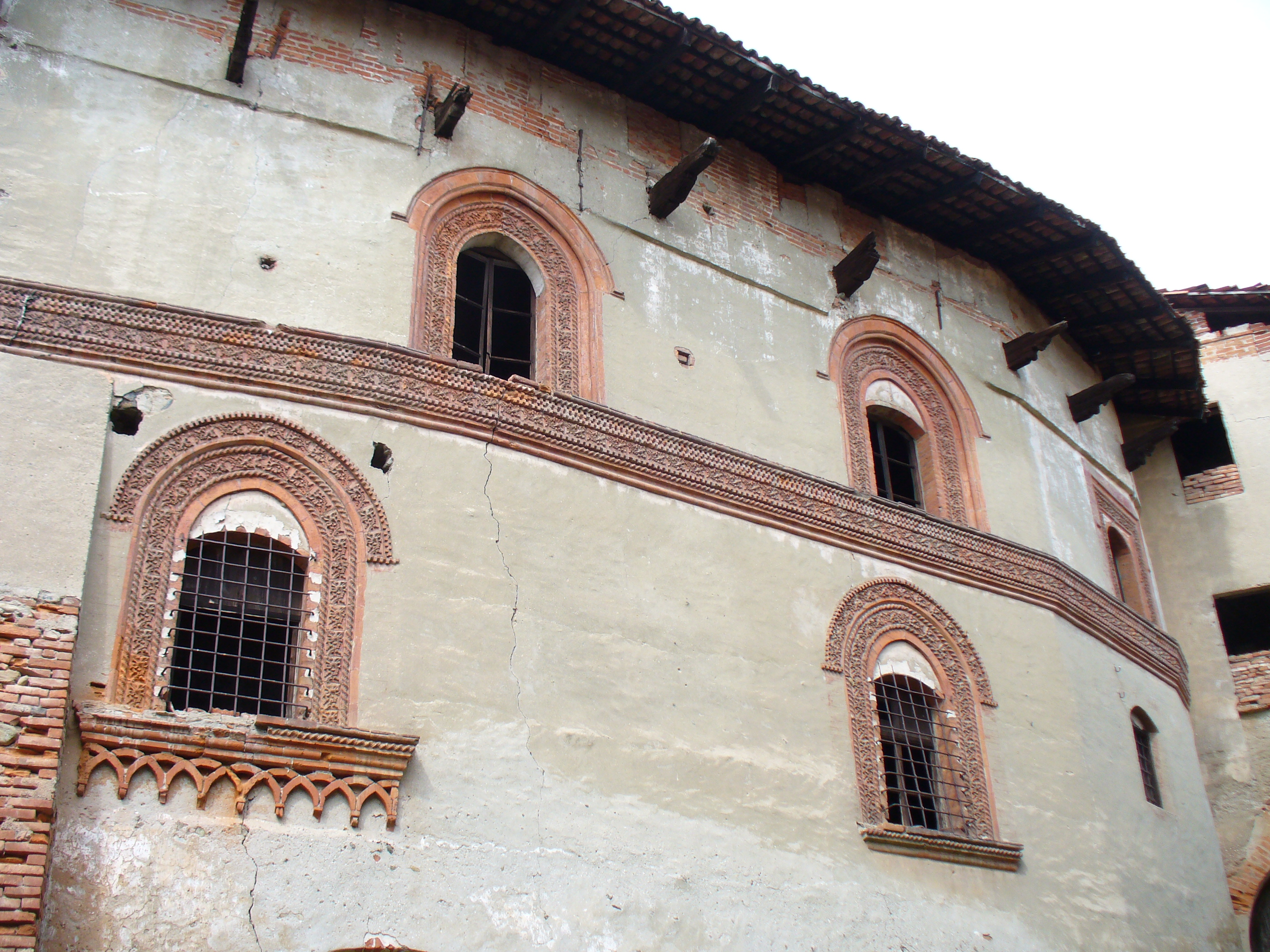
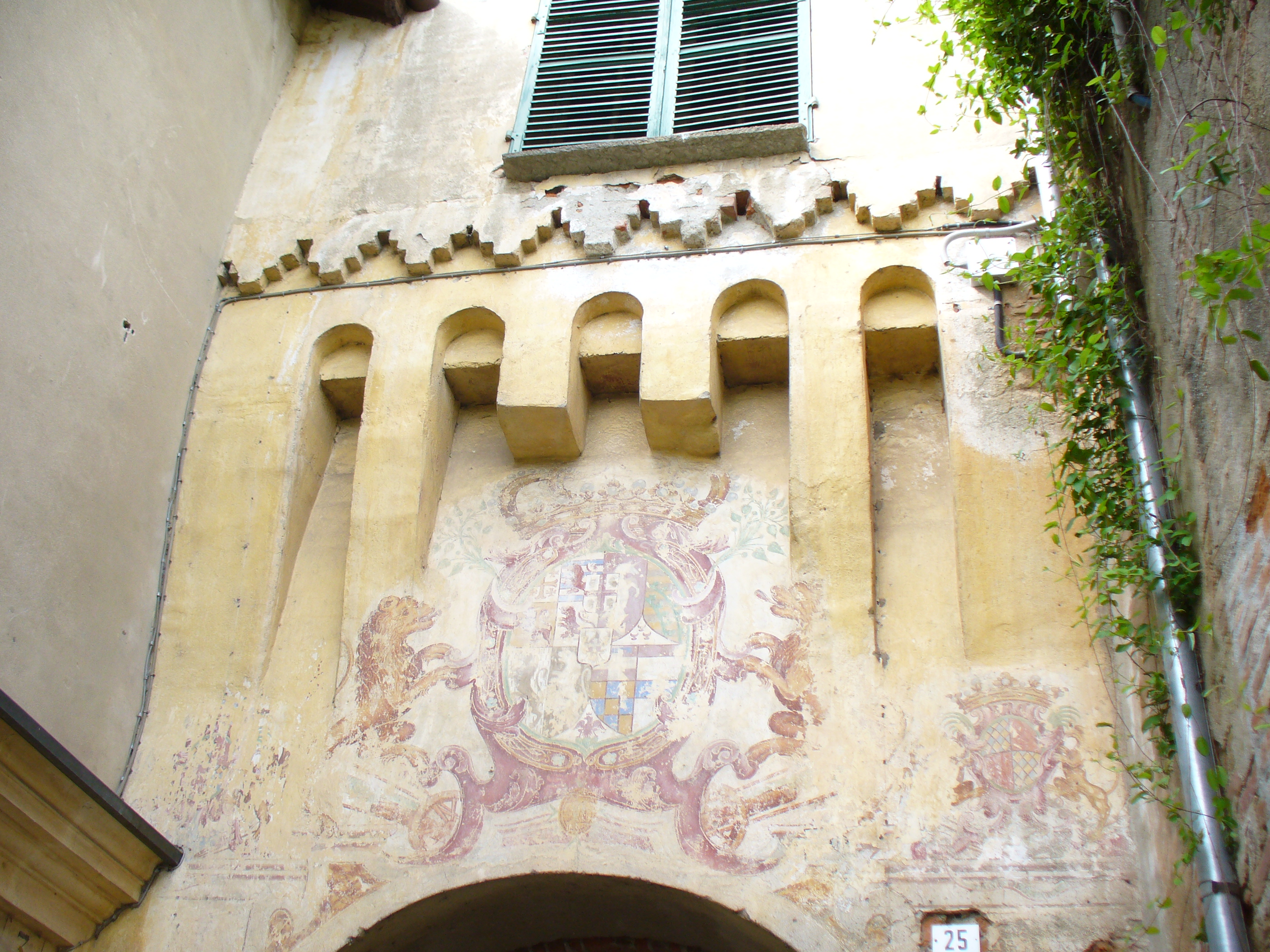
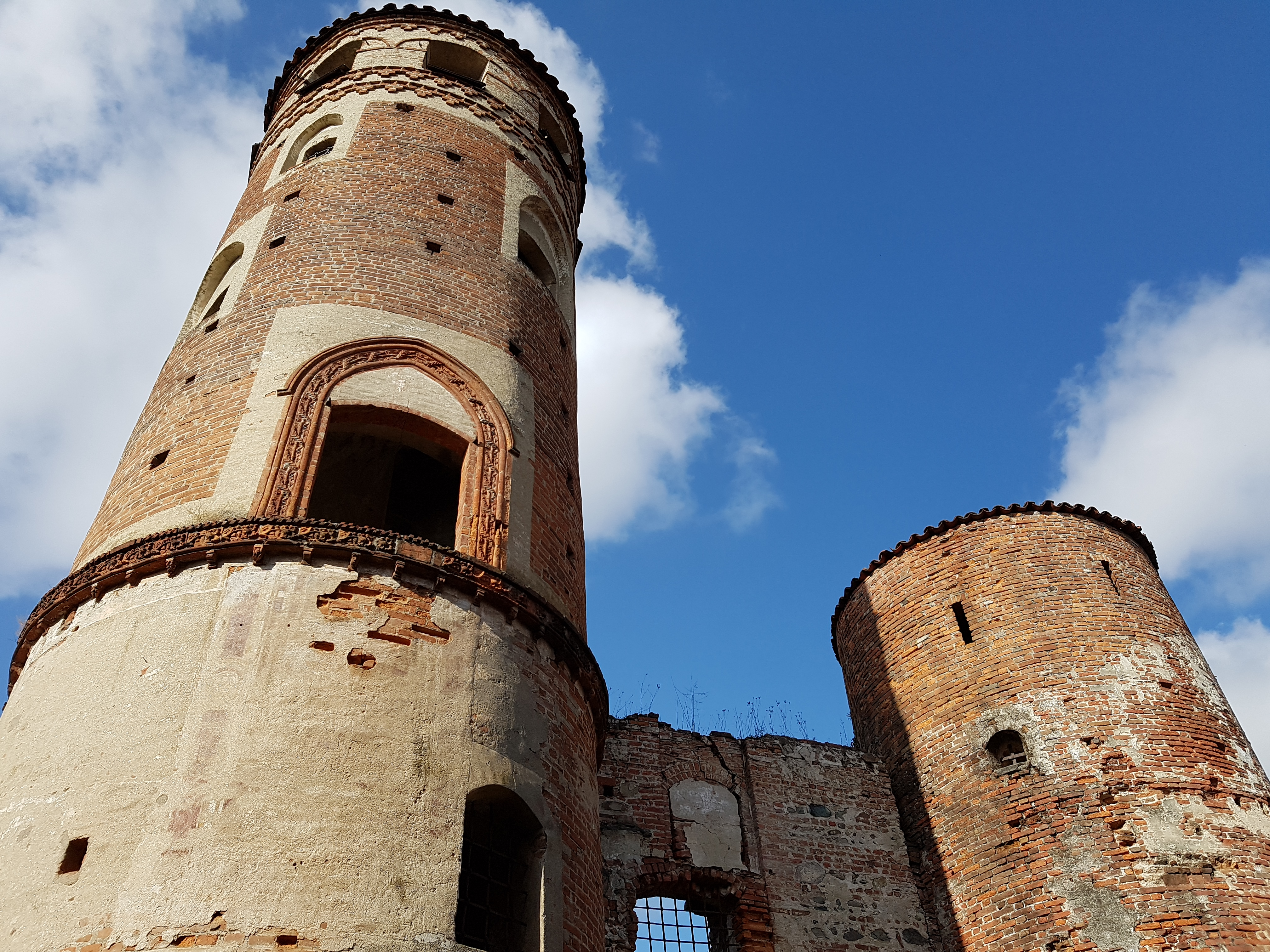